# Naissance en 1364
Naissance
- 1360
- 1361
- 1362
- 1363
- 1364
- 1365
- 1366
- 1367
- 1368

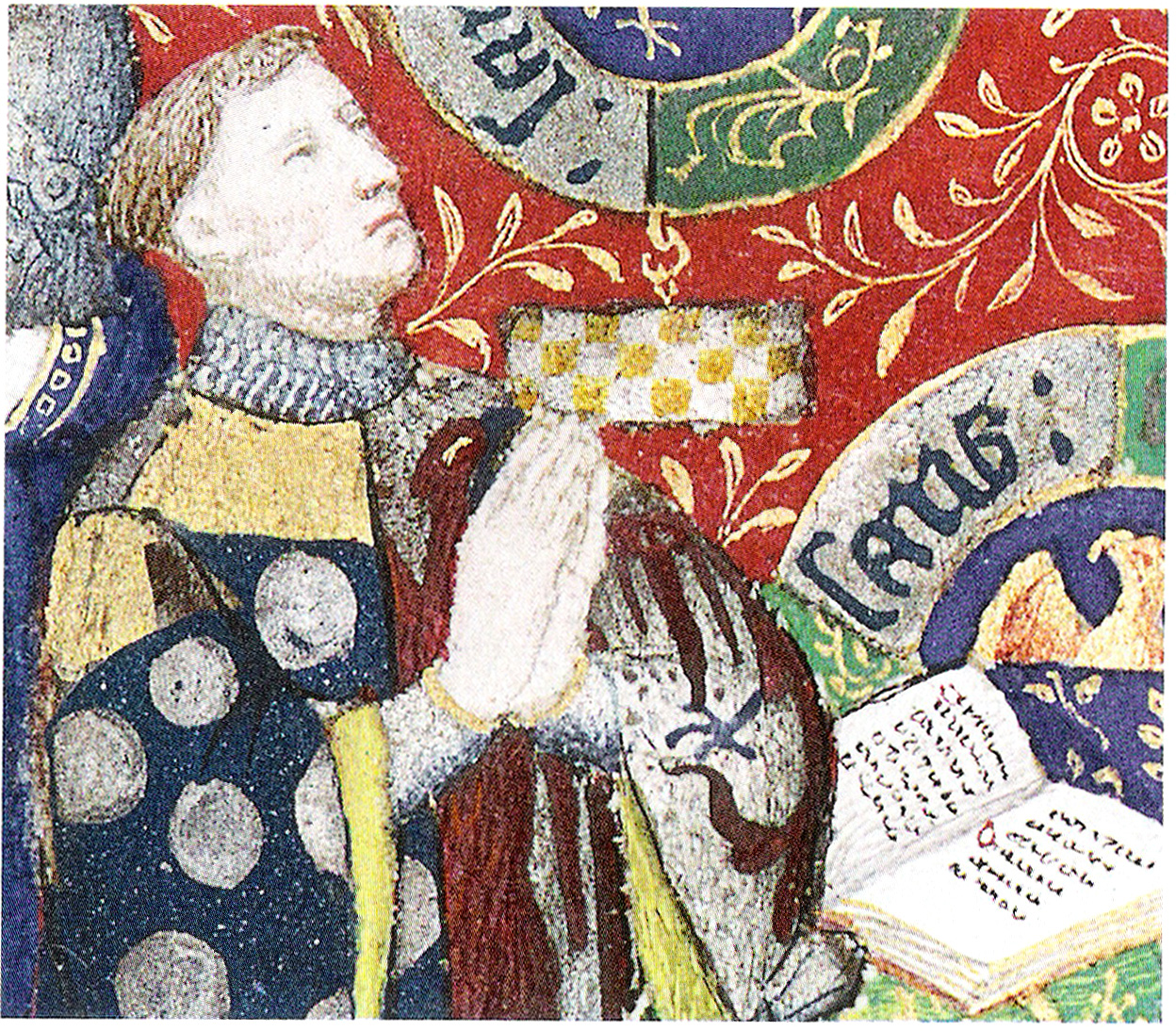
Jean II Le Meingre, né en 1364.

Cette page dresse une liste de personnalités nées au cours de l'année 1364  :
- 5 mars : Guillaume VII de Juliers, duc de Gueldre et comte de Zutphen (Guillaume Ier) et duc de Juliers (Guillaume VII).
- 20 mai : Henry Percy, ou Harry Hotspur, noble anglais et chevalier de la Jarretière.

- Bernard Ier de Bade, margrave de Bade.
- Charles II de Lorraine, duc de Lorraine.
- Théodore II de Montferrat, marquis de Montferrat.
- Louis de Savoie-Achaïe, prince de Piémont et prétendant à la principauté d'Achaïe.
- Christine de Pizan, philosophe et poétesse française de naissance italienne.
- Bogusław VIII de Poméranie, duc de Poméranie à Stargard.
- David de Rambures, chevalier français, membre du conseil du roi et grand maître des arbalétriers.
- Antonio della Scala, dernier représentant de la dynastie italienne des Scaliger à avoir dominé Vérone et ses possessions.
- Eberhard III de Wurtemberg, comte de Wurtemberg.
- Thomas Elmham, moine et chroniqueur anglais.
- Gyaltsab Je,  de nom complet Gyaltsab Dharma Rinchen, un des 3 disciples célèbres de Tsongkhapa, 1er Ganden Tripa.
- Jean II Le Meingre, maréchal de France.
- Al-Maqrîziy, historien et géographe.
- Niccolò Niccoli, érudit florentin, humaniste et bibliophile fameux de la Renaissance italienne.
- Élisabeth de Lancastre, comtesse de Pembroke puis duchesse d'Exeter.
- Qadi-zadeh Roumi, mathématicien et astronome.

## Crédit d'auteurs
- Cet article est partiellement ou en totalité issu de l'article intitulé « 1364 » (voir la liste des auteurs).